# Nitrobacter
Nitrobacter – rodzaj bakterii tlenowych z rodziny Nitrobacteraceae opisany przez Siergieja Winogradskiego w 1892 r. Uczestniczą w procesach nitryfikacji.

## Gatunki
- Nitrobacter alkalicus[1]
- Nitrobacter hamburgensis[1]
- Nitrobacter vulgaris[1]
- Nitrobacter winogradskyi[1]